# Dolores Huerta
Dolores Huerta (Dawson, 10 april 1930) is een Amerikaans oud-vakbondsbestuurder.

## Levensloop
Huerta werd opgevoed door haar moeder nadat haar ouders scheidden toen ze drie jaar oud was. Ze woonden tussen de landarbeiders in Stockton. Haar moeder bezat een restaurant en hotel met 70 kamers, waar landarbeiders vaak gratis overnachten konden.
In 1962 was ze medeoprichter en penningmeester van de vakbond voor landarbeiders United Farm Workers (UFW). In de loop van de jaren ontwikkelde ze zich tot een gerespecteerd onderhandelingspartner voor de werkneemsters in de landbouw.
Ze klom op tot vicevoorzitter van de Californische American Federation of Labor and Congress of Industrial Organizations (AFL-CIO), waar ze zich inzette voor een zelfbewustere rol voor vrouwen in sectoren die traditioneel door mannen worden gedomineerd.

## Onderscheidingen
- 1998: Eleanor Roosevelt Award for Human Rights
- 2003: Four Freedoms Award in de categorie vrijwaring van gebrek
- 2012: Presidential Medal of Freedom

- Gemeinsame Normdatei: 1173349251
- International Standard Name Identifier: 0000 0000 2899 7923
- Library of Congress Control Number: n91078832
- National Archives and Records Administration: 10571314
- Nationale Bibliotheek van Israël: 987007362601205171
- SNAC: w6hz252v
- Système universitaire de documentation: 255734689
- Virtual International Authority File: 43482688
- WorldCat: E39PBJtRKJDcQMYDbpXbvYcXVC